# NGC 2607
NGC 2607 is een spiraalvormig sterrenstelsel in het sterrenbeeld Kreeft. Het hemelobject werd op 24 december 1827 ontdekt door de Britse astronoom John Herschel.

## Synoniemen
- UGC 4473
- MCG 5-20-25
- ZWG 149.51
- KUG 0830+271
- NPM1G +27.0202
- PGC 24038